# Veronica magna
Veronica magna är en grobladsväxtart som beskrevs av M. A. Fischer. Veronica magna ingår i släktet veronikor, och familjen grobladsväxter. Inga underarter finns listade i Catalogue of Life.